# Kasuya, Fukuoka
Kasuya (粕屋町 Kasuya-machi) là thị trấn thuộc huyện Kasuya, tỉnh Fukuoka, Nhật Bản. Tính đến ngày 1 tháng 10 năm 2020, dân số ước tính thành phố là 48.190 người và mật độ dân số là 3.400 người/km2. Tổng diện tích thành phố là 14,13 km2.

## Địa lý

### Đô thị lân cận
- Fukuoka
  - Fukuoka
  - Hisayama
  - Sasaguri
  - Shime
  - Sue

## Giao thông

### Đường sắt
JR Kyūshū -  Tuyến Kashii
JD Iga - Chōjabaru - Harumachi
 JR Kyūshū -  Tuyến Sasaguri
JC Kadomatsu - Chōjabaru - Harumachi - Yusu

### Cao tốc/Xa lộ
- Cao tốc Kyūshū
- Quốc lộ 201